# IconBuilder
IconBuilder est un plugin pour Adobe Photoshop, Adobe Photoshop Elements et Macromedia Fireworks pour l'édition d'icônes. Il supporte toutes les tailles d'icônes, pour Windows et Mac OS X

## Caractéristiques
- Traite des icônes de n'importe quelle taille jusqu'à 1024 x 1024 pixels.
- Importation et exportation d'une multitude de types d'icônes différents.